# Mount Lahaye
Mount Lahaye (französisch Mont Lahaye) ist ein 2475 m hoher Berg im ostantarktischen Königin-Maud-Land. Er ragt an der Nordflanke des Giæver-Gletschers in den Belgica Mountains auf.
Teilnehmer der Belgischen Antarktis-Expedition 1957/58 unter Gaston de Gerlache de Gomery (1919–2006) entdeckten ihn. Namensgeber ist Edmond Lahaye, Präsident des belgischen nationalen Komitees zum Internationalen Geophysikalischen Jahres (1957–1958).